# Väktarsax
- Övre vänster: Brandvakter i Stockholm 1822 med väktarsax (brandvaktssax).
- Övre höger: Teckning av en nattlig fridstörare som hamnat i väktarens sax.
- Undre vänster: Demonstration av en svensk väktarsax mot en skyltdockas huvud.
- Undre höger: Svensk väktarsax med låsarmar/spärrjärn.

Väktarsax, även brandvaktsax, nattvaktsax, nattväktarsax eller bygel, är ett fångstredskap för polisiärt arbete eller dylikt. Redskapet är en typ av stångvapen, bestående av ett långt skaft försedd med en halvcirkelformad båge längst ut i ena änden ("saxen"), vilken ska stötas mot en angiven individ i syfte att omsluta dennes midja, lemmar eller hals, följt av ytterligare stötar för att trycka upp den fångade mot en vägg eller marken för att på så sätt begränsa och låsa dennes rörelseförmåga och flyktmöjligheter.
Historiska väktarsaxar har ofta någon form av låsarm, även kallat spärrjärn, längst ut i var saxände för att kunna låsa in individen i saxen utan att behöva stöta denna mot ett solitt objekt. Även exempel med blad och spetsar förekommer historiskt. Moderna exempel har istället ofta en utstickande parerhake (krok) på ena saxarmen, ämnad för fällning och avvärjning.
I Sverige var väktarsaxar ett vanligt redskap hos brandvakter och nattväktare fram till på slutet av 1800-talet.

## Bilder

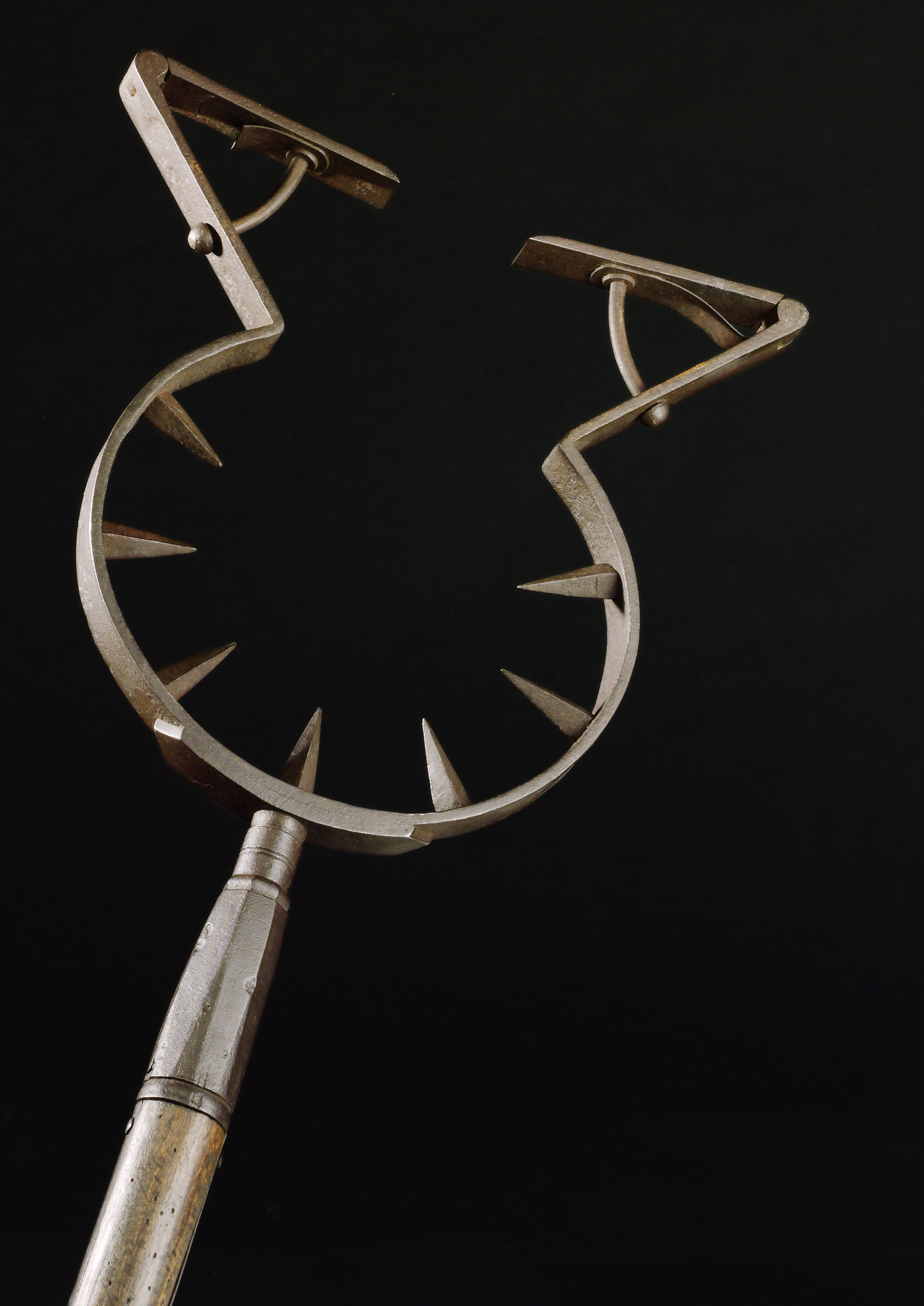
Äldre tysk väktarsax med låsarmar och inåtgående taggar.
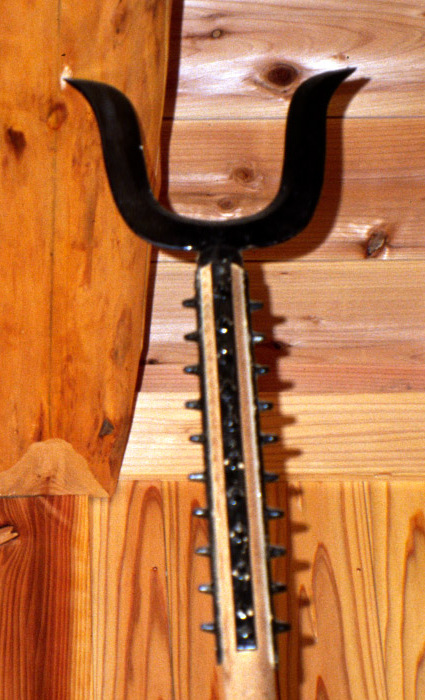
Japansk medeltida sasumata väktarsax med skafttaggar mot kontergrepp.
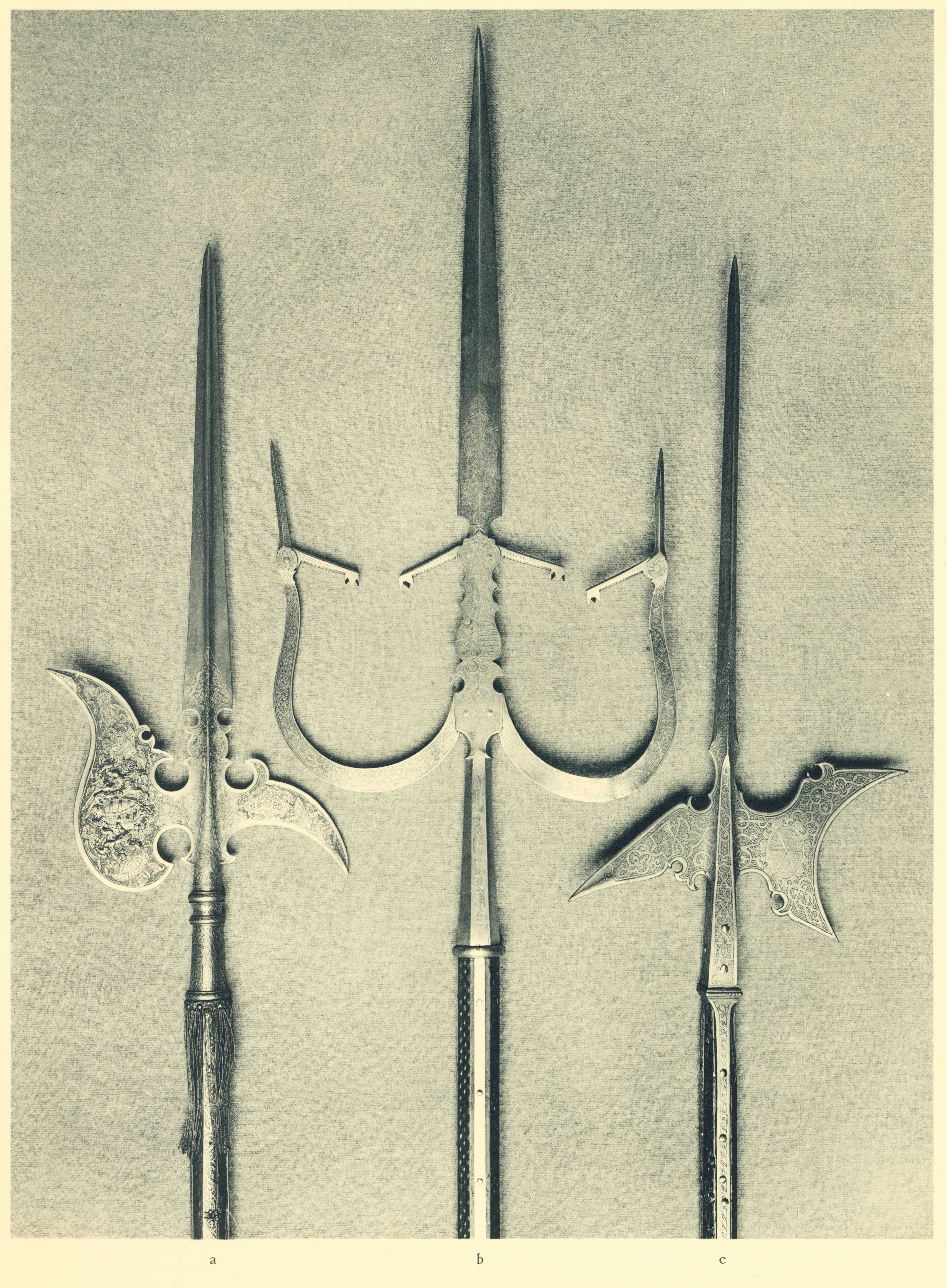
Väktarsax med spjutspets och dubbelsax.
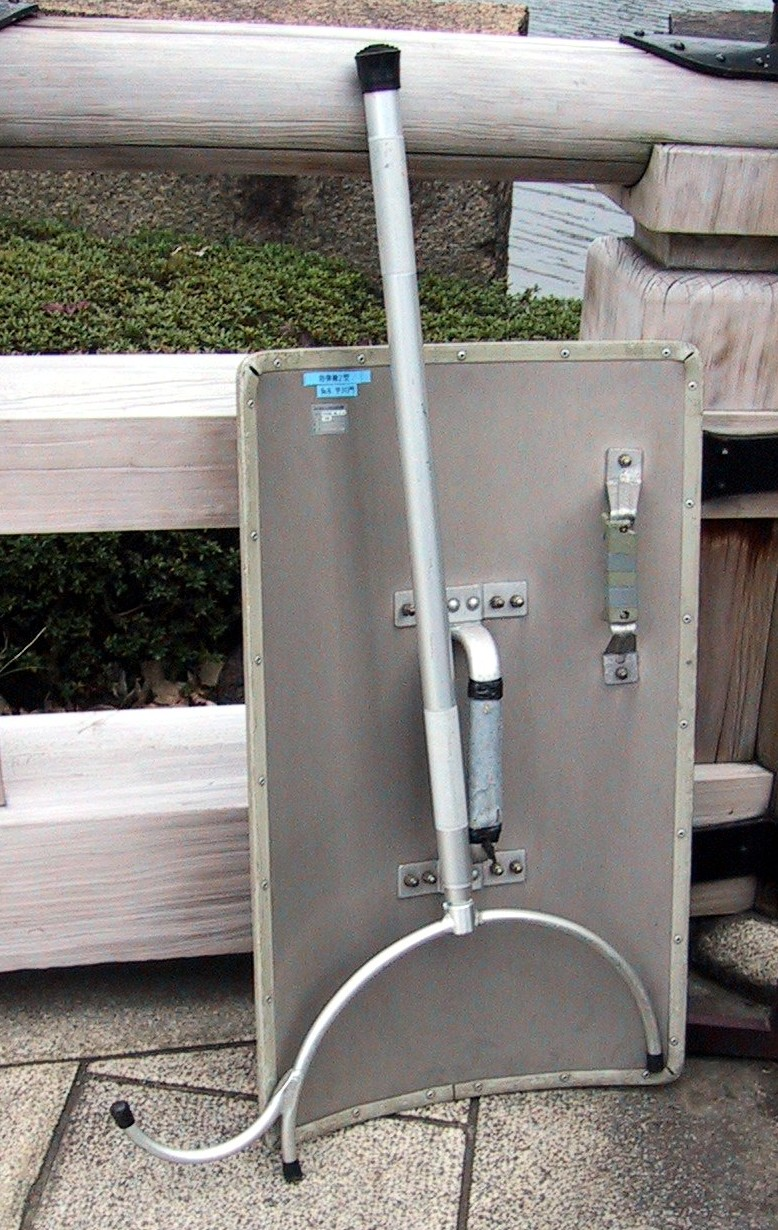
Modern japansk väktarsax med parerhake (kroken) för fällning och avvärjning.